# Kangia

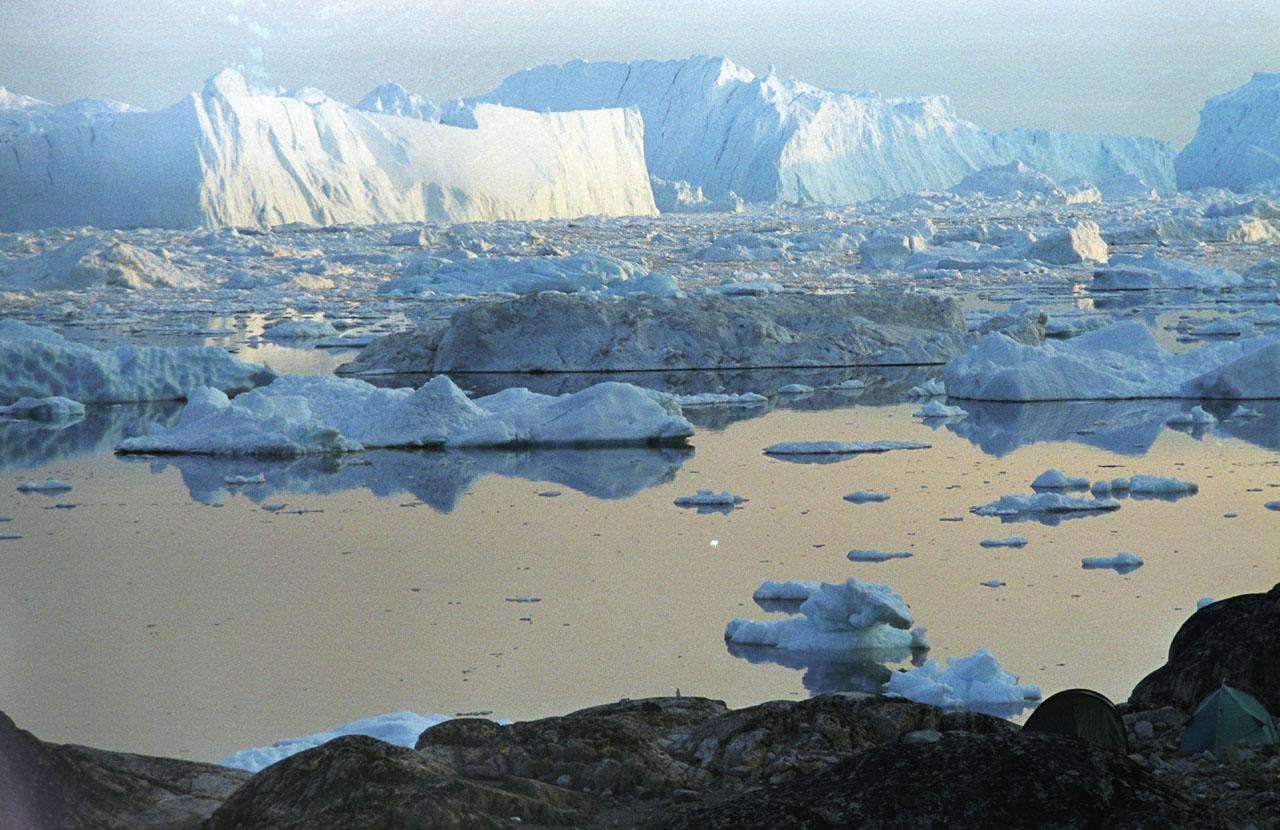
Il Fiordo ghiacciato

Il Kangia (in groenlandese: Ilulissat Kangerlua), situato a 250 km a nord del Circolo Polare Artico, il fiordo glaciale di Ilulissat si estende a ovest per 40 km dalla calotta glaciale della Groenlandia alla baia di Disko, appena a sud della città di Ilulissat.  Appartiene al comune di Avannaata, si trova presso il Sermeq Kujalleq e da qui parte il 10% degli iceberg groenlandesi.
L'Ilulissat Icefjord è stato dichiarato Patrimonio dell'Umanità dall'UNESCO nel 2004 per la sua bellezza naturale e l'importanza del ghiacciaio Jacobshavn in rapido movimento nello sviluppo dell'attuale comprensione scientifica del cambiamento climatico antropogenico.

## Geografia

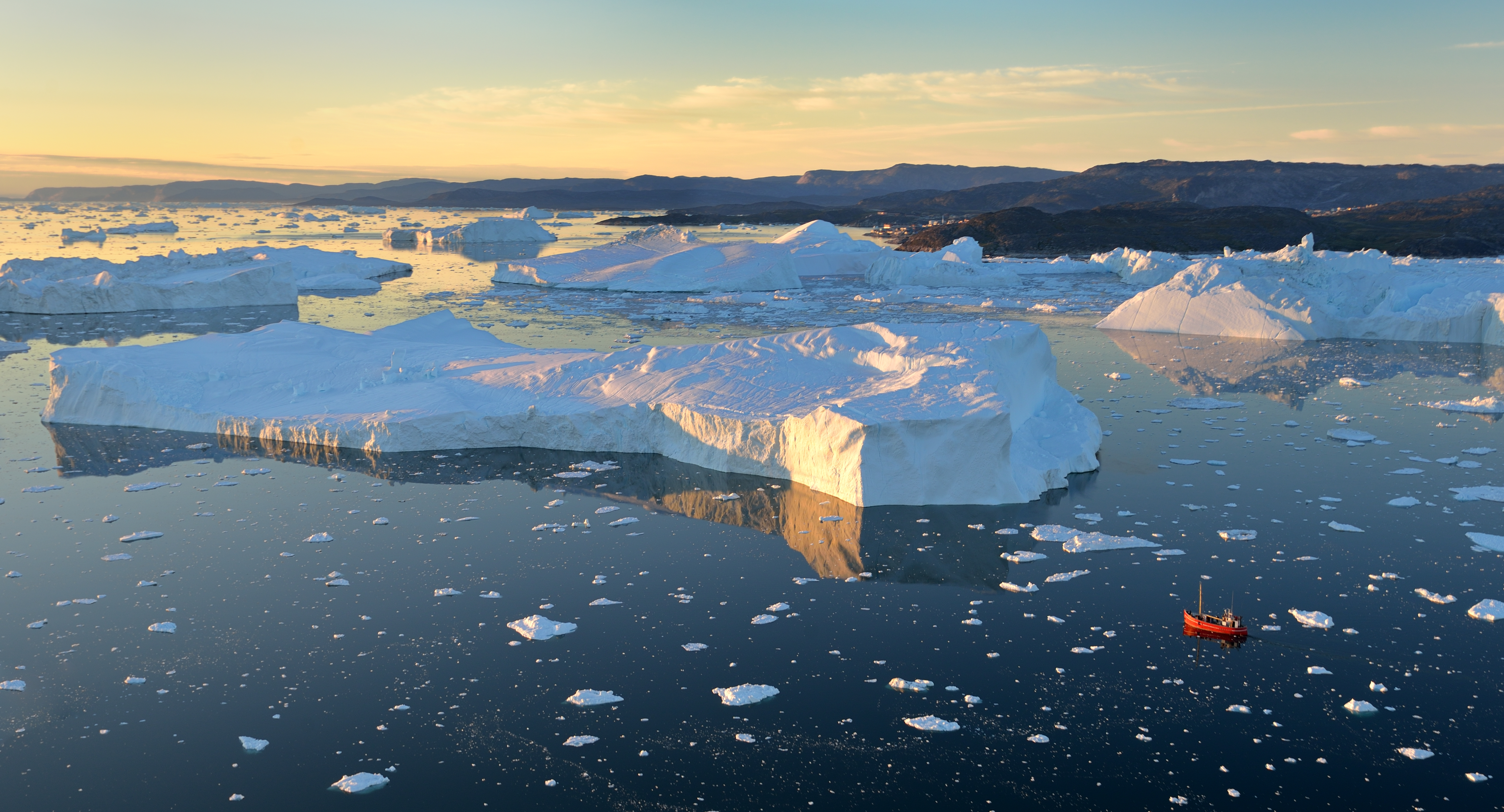
Vista panoramica del fiordo ghiacciato

Il fiordo contiene il Jacobshavn Isbræ (groenlandese: Sermeq Kujalleq), il ghiacciaio più produttivo dell'emisfero settentrionale. Il ghiacciaio scorre a una velocità di 20-35 m al giorno, provocando circa 20 miliardi di tonnellate di iceberg che si staccano e passano fuori dal fiordo ogni anno.

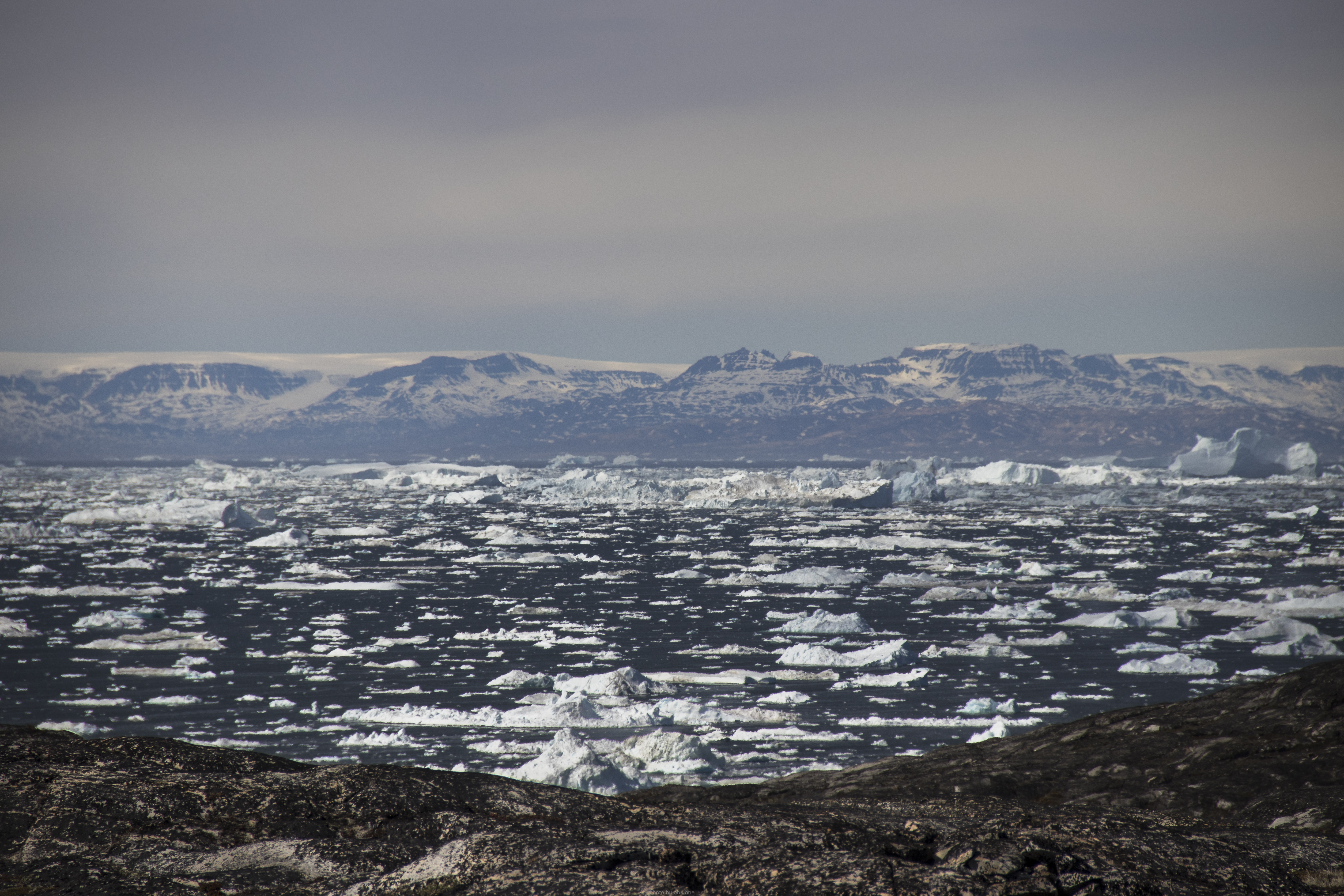
Fiordo di ghiaccio di Ilulissat

Gli iceberg che si staccano dal ghiacciaio sono spesso così grandi, fino a un chilometro di altezza, che sono troppo alti per galleggiare lungo il fiordo e rimanere bloccati sul fondo delle sue zone meno profonde, a volte per anni, fino a quando non vengono frantumati dalla forza del ghiacciaio e degli iceberg più in alto nel fiordo. Al momento della rottura, gli iceberg emergono in mare aperto e inizialmente viaggiano verso nord con le correnti oceaniche prima di girare a sud e sfociare nell'Oceano Atlantico. 

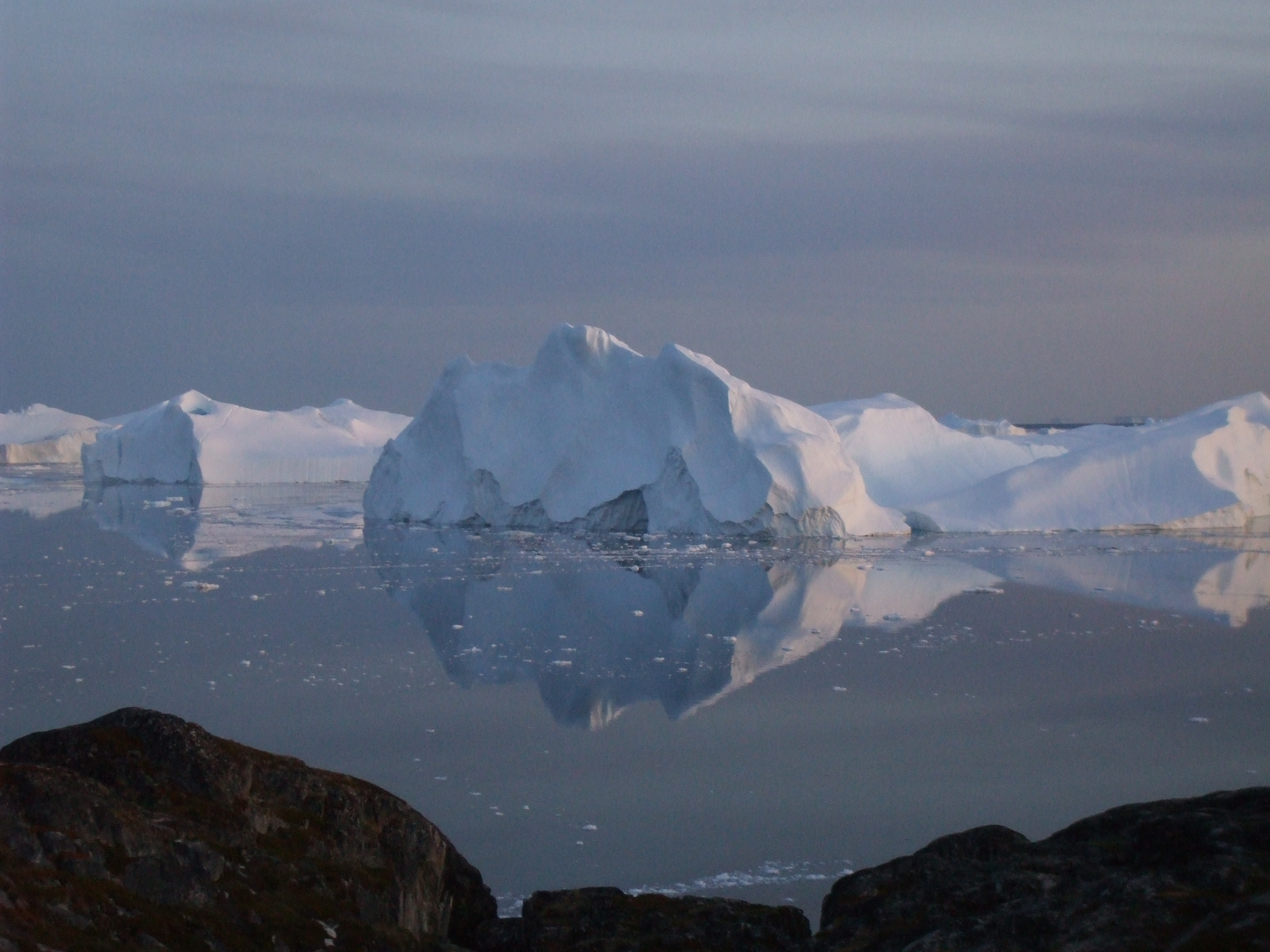
Iceberg giganti del fiordo nel 2009.

Gli iceberg più grandi in genere non si sciolgono fino a quando non raggiungono i 40-45 gradi nord, più a sud del Regno Unito e al livello di New York City.